# Finalmente libero
Finalmente libero è un film del 1953 diretto da Mario Amendola, Ruggero Maccari.